# K.R. Basket Reykjavík
El Knattspyrnufélag Reykjavíkur Basket (traducido literalmente como Reikiavik Club de Fútbol Baloncesto), conocido como KR o KR Reykjavík, es la sección de baloncesto masculino del Knattspyrnufélag Reykjavíkur. Tiene su sede en el distrito de Vesturbær de Reykjavík, Islandia y actualmente juega en Úrvalsdeild karla. Disputa sus partidos en el DHL-Höllin, con capacidad para 1500 espectadores.
Es el club de baloncesto más laureado de Islandia con 18 ligas, 14 copas, 4 supercopas y 2 copas de las empresas.

## Resultados en liga
| Temporada | División | Liga                   | Posición | Play-Offs   | Copa Islandesa | Competición Europea                                |
| --------- | -------- | ---------------------- | -------- | ----------- | -------------- | -------------------------------------------------- |
| 2000-01   | 1        | Epson League           | 4º       | –           | –              | –                                                  |
| 2001-02   | 1        | Epson League           | 3º       | –           | –              | –                                                  |
| 2002-03   | 1        | Epson League           | 4º       | –           | –              | –                                                  |
| 2003-04   | 1        | Intersport League      | 7º       | –           | –              | –                                                  |
| 2004-05   | 1        | Intersport League      | 7º       | –           | –              | –                                                  |
| 2005-06   | 1        | Iceland Express League | 3º       | Semifinales | –              | –                                                  |
| 2006-07   | 1        | Iceland Express League | 2º       | Campeón     | –              | –                                                  |
| 2007-08   | 1        | Iceland Express League | 2º       | Semifinales | –              | FIBA EuroCup - 2ª ronda                            |
| 2008-09   | 1        | Iceland Express League | 1º       | Campeón     | –              | –                                                  |
| 2009-10   | 1        | Iceland Express League | 1º       | Semifinales | –              | –                                                  |
| 2010–11   | 1        | Iceland Express League | 2º       | Campeón     | Campeón        | –                                                  |
| 2011–12   | 1        | Iceland Express League | 2º       | Semifinales | –              | –                                                  |
| 2012–13   | 1        | Domino's League        | 7º       | Semifinales | –              | –                                                  |
| 2013–14   | 1        | Domino's League        | 1º       | Campeón     | –              | –                                                  |
| 2014–15   | 1        | Domino's League        | 1º       | Campeón     | –              | –                                                  |
| 2015–16   | 1        | Domino's League        | 1º       | Campeón     | Campeón        | –                                                  |
| 2016–17   | 1        | Domino's League        | 1º       | Campeón     | Campeón        | –                                                  |
| 2017-18   | 1        | Domino's League        | 4º       | Campeón     | Finalista      | Copa Europea de la FIBA - 1ª fase de clasificación |
| 2018-19   | 1        | Domino's League        | 5º       | Campeón     | -              |                                                    |

## Participaciones en competiciones europeas
| Temporada | Competición               | Eliminatoria | Adversario                | Local   | Visitante | Global  |  |
| --------- | ------------------------- | ------------ | ------------------------- | ------- | --------- | ------- |  |
| 1966–67   | Copa de Europa            | 1R           | Simmenthal Milán          | 63-90   | 115-64    | 127–205 |  |
| 1970–71   | Recopa de Europa          | 1R           | Legia Varsovia            | 67–99   | 111-58    | 125-210 |  |
| 1972–73   | Recopa de Europa          | 1R           | Gießen 46ers              | 56-127  | 102-51    | 107-229 |  |
| 1974-75   | Copa de Europa            | 2R           | Sefra Viena               | 78-122  | 132-34    | 112–254 |  |
| 1979–80   | Recopa de Europa          | 1R           | Caen                      | 84-104  | 88-74     | 192-158 |  |
| 1989-90   | Copa Korać                | 1R           | Hemel Royals              | 53-45   | 65-60     | 113–110 |  |
| 1989-90   | Copa Korać                | 2R           | Pau-Orthez                | 78-97   | 102-75    | 153–199 |  |
| 1990-91   | Copa de Europa            | 1R           | Uudenkaupungin Urheilijat | 120-118 | 108-84    | 204–226 |  |
| 1991-92   | Copa de Europa de la FIBA | 1R           | Union SPI                 | 87-89   | 74-65     | 152-163 |  |
| 2007-08   | FIBA EuroCup              | 2R           | Banvit                    | 79-96   | 95-83     | 162-191 |  |
| 2017-18   | Copa Europea de la FIBA   | 1C           | Belfius Mons-Hainaut      | 67-88   | 84-71     | 138-172 |  |

## Palmarés
- Úrvalsdeild karla (Ligas de Islandia)

Campeones (18): 1965, 1966, 1967, 1968, 1974, 1978, 1979, 1990, 2000, 2007, 2009, 2011, 2014, 2015, 2016, 2017, 2018, 2019
- Bikarkeppni karla (Copas de Islandia)

Campeones (14): 1966, 1967, 1970, 1971, 1972, 1973, 1974, 1977, 1979, 1984, 1991, 2011, 2016, 2017
- Meistarakeppni karla (Supercopas de Islandia)

Campeones (4): 2000, 2007, 2014, 2015
- Copa de las Empresas

Campeones (2): 2008, 2014

## Jugadores destacados
| - Jesper Winther Sørensen - Kris Acox - Agust Angantynsson - Hlynur Bæringsson - Jón Baldvinsson - Brynjar Björnsson - Hafþór Júlíus Björnsson - Pavel Ermolinskij - Eyjólfur Halldórsson - Arnór Hermannsson - Martin Hermannsson - Darri Hilmarsson - Andres Hlynsson - Helgi Hólm - Snorri Hrafnkelsson - Vilhjalmur Jensson - Björn Kristjánsson - Hrafn Kristjánsson - Jon Kristjánsson - Oddur Kristjánsson | - Finnur Magnússon - Helgi Magnússon - Sigurður Þorvaldsson - Jakob Sigurðarson - Matthías Sigurðsson - Örn Sigurðsson - Pálmi Sigurgeirsson - Ólafur Sigurjónsson - Jón Stefánsson - Ægir Steinarsson - Thorir Thorbjarnarsson - Egill Vignisson - Ernestas Ežerskis - Ljubodrag Bogavac - Dejan Sencanski - Nikola Tutus - Shawn Atupem - Keegan Bell - Joshua Brown - Ashley Champion | - Michael Craion - Trevor Diggs - Jason Dourisseau - Caneron Echols - David Edwards - Robert Ferguson - Damon Garris - Greg Gray - Aaron Harper - Joshua Helm - Ed Horton - Semaj Inge - Stew Johnson - Curtis King - Terry Leake - Morgan Lewis - Darshawn McClellan - Elvin Mims - Tyson Patterson - Brandon Richardson | - Melvin Scott - Marvin Smith - Danero Thomas - Kevin Tuckson - Marcus Walker - Demond Watt - Omari Westley - Chris Woods - Champ Wrencher - Samir Shaptahoviç - Edmond Azemi - Jovan Zdravevski - Tommy Johnson - Peter Heizer - Jonathan Bow - Darrell Flake - Andrew Fogel - J.J. Sola - David Tairu |

## Entrenadores
| - Benedikt Guðmundsson (2006-2009) - Páll Kolbeinsson (2009-2010) - Hrafn Kristjánsson (2010-2012) - Helgi Magnússon (2012-2013) - Finnur Stefánsson (2013-2018) - Ingi Steinþórsson (2018- ) |